# Estadio Olímpico del IND Managua
Das Estadio Olímpico del IND Managua ist ein Fußballstadion mit Leichtathletikanlage in Managua, Nicaragua. Gegenwärtig wird es vor allem für Fußballspiele genutzt. Die Fußballvereine América Managua, Deportivo Walter Ferretti und der FC Managua treten in der Primera División hier an.